# 安泰勞山
46°27′9″N 12°15′38″E / 46.45250°N 12.26056°E

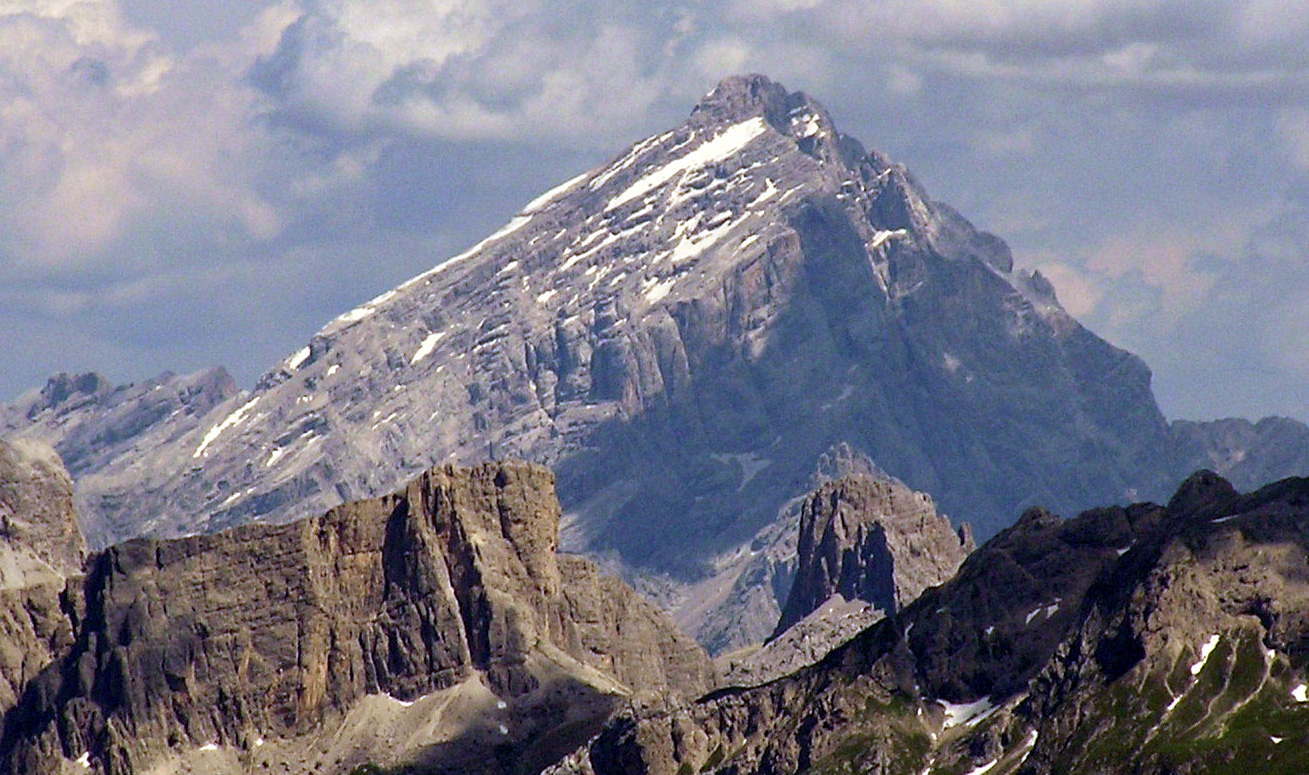

安泰勞山（義大利語：Antelao），是意大利的山峰，位於該國東北部，由貝盧諾省負責管轄，屬於多洛米蒂山脈的一部分，海拔高度3,263米，人類在1863年9月18日首次登上該山峰。